# Uxegney
Uxegney ist eine französische Gemeinde mit 2249 Einwohnern (Stand 1. Januar 2022) im Département Vosges in der Region Grand Est (bis 2015 Lothringen). Sie gehört zum Arrondissement Épinal, zum Kanton Golbey und zum Kommunalverband Agglomération d’Épinal. Die Einwohner nennen sich Ursiniens.

## Geografie

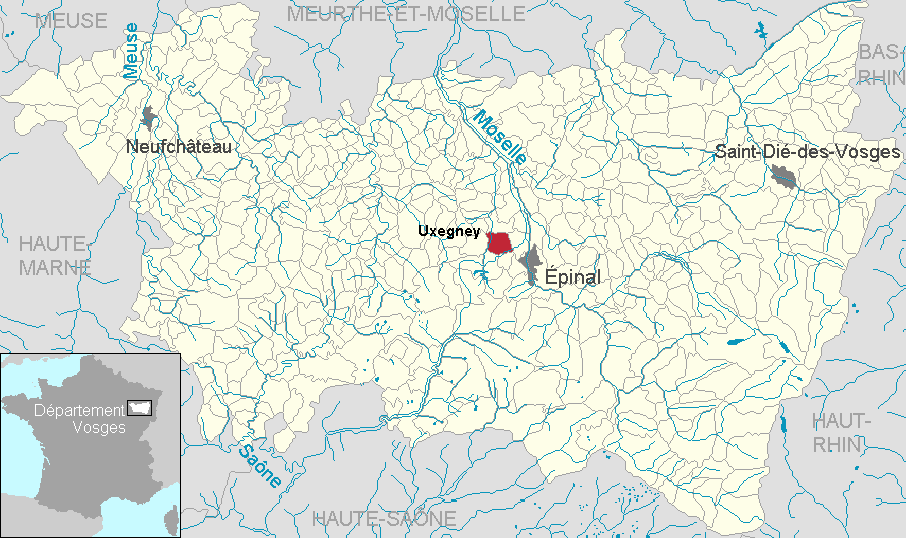
Lage der Gemeinde Uxegney
im Département Vosges

Der Ortskern liegt zwischen der Avière und dem Canal des Vosges, etwa sechs Kilometer von Épinal entfernt. Nachbargemeinden von Uxegney sind Domèvre-sur-Avière im Norden, Golbey im Osten, Les Forges im Südosten, Sanchey im Süden, Darnieulles im Westen sowie Fomerey im Nordwesten.

## Geschichte
Im 10. Jahrhundert wurde Uxegney als Ursiniacum urkundlich erwähnt und war der Bailliage von Darney zugeordnet. Im 12. Jahrhundert beherbergte die Ortschaft zwei Gebäude des Templerordens. 1549 ließ der Herzog von Lothringen eine Wassermühle an der Avière errichten. 1656 wurde der Ort als Uchigney urkundlich erwähnt. Die Kirche von Uxegney ist dem Heiligen Romaric geweiht.

### Forts
Im Gebiet der Gemeinde befinden sich mit dem Fort d’Uxegney und dem Fort de Bois l’Abbé zwei der nach dem Deutsch-Französischen Krieg ringförmig um Épinal angelegten großen Befestigungsanlagen.
- Das unmittelbar nordöstlich von Uxegney gelegene Fort d’Uxegney (auch Fort Roussel genannt) wurde 1882–1884 gebaut und 1914 modernisiert. Am 29. April 2002 wurde es offiziell als historisches Monument anerkannt.[1]
- Das Fort de Bois l’Abbé, auch Fort Poniatowski genannt, liegt 370 Meter über dem Meer in einem Wald 1500 Meter nordöstlich des Ortskerns. Die Befestigungsanlage sollte die Verteidigung der Straße von Épinal nach Vittel sichern. Der Bau des Forts begann 1883 und wurde in den Jahren bis 1916 ständig erweitert und ausgebaut. Die Besatzung bestand aus bis zu 300 Mann. Das Fort gehört wie das benachbarte Fort d’Uxegney einem Geschichtsverein, der sich um Pflege und Instandsetzung kümmert. Zweimal im Jahr werden Führungen veranstaltet, die von mehreren hundert Interessierten besucht werden.[2] Es ist ebenfalls als Monument historique eingetragen.[3]

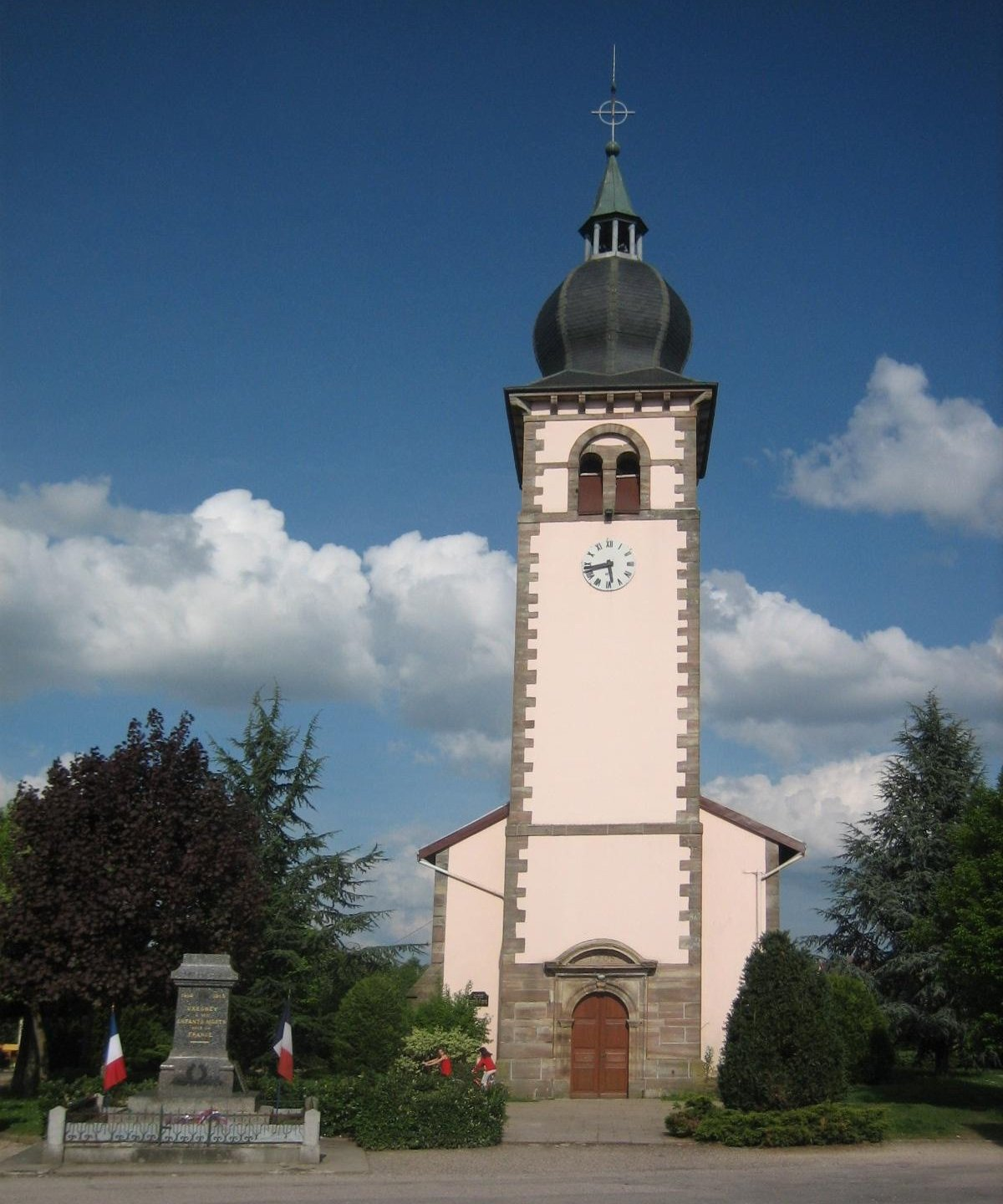
Kirche Saint-Romaric und Gefallenendenkmal

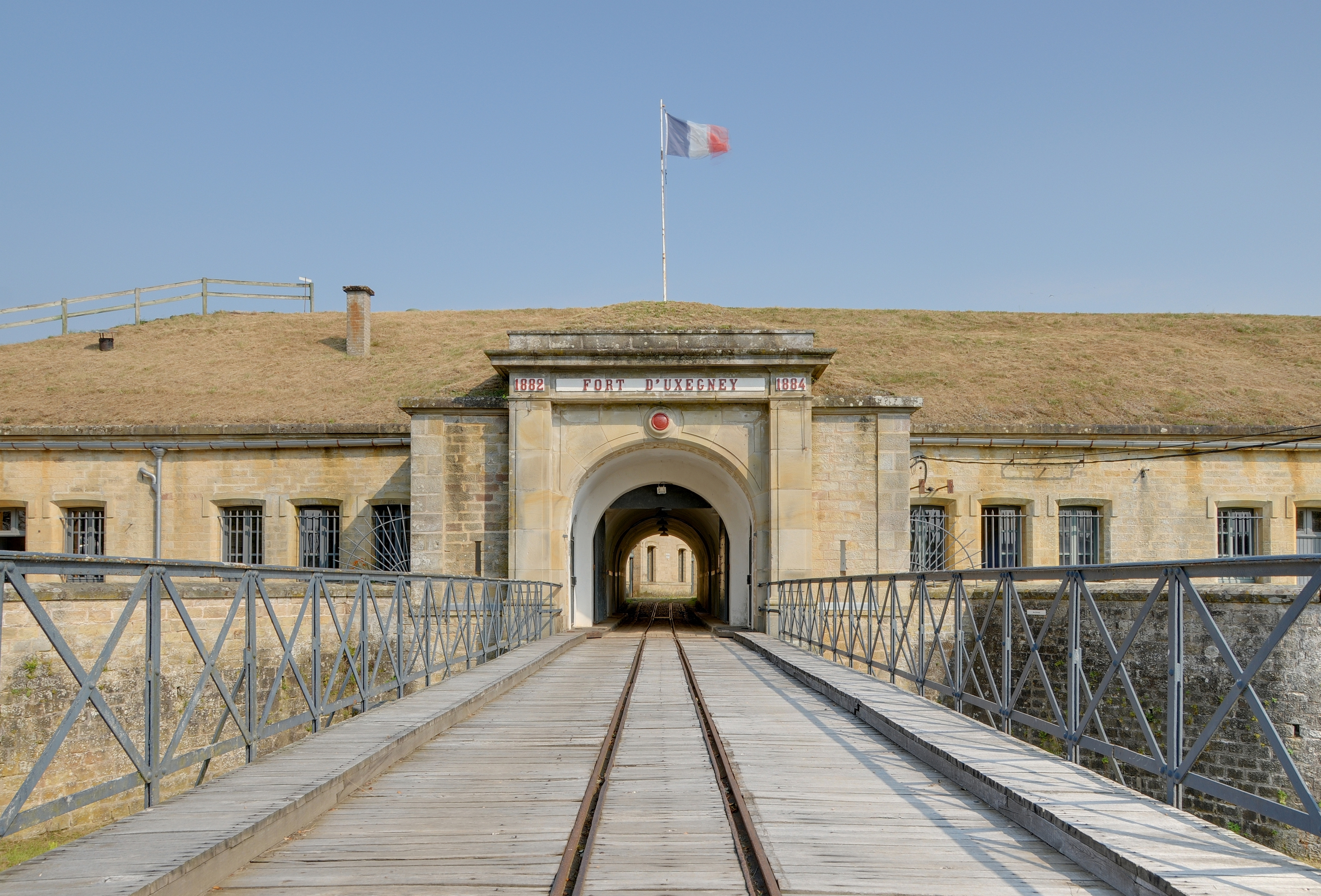
Fort d’Uxegney
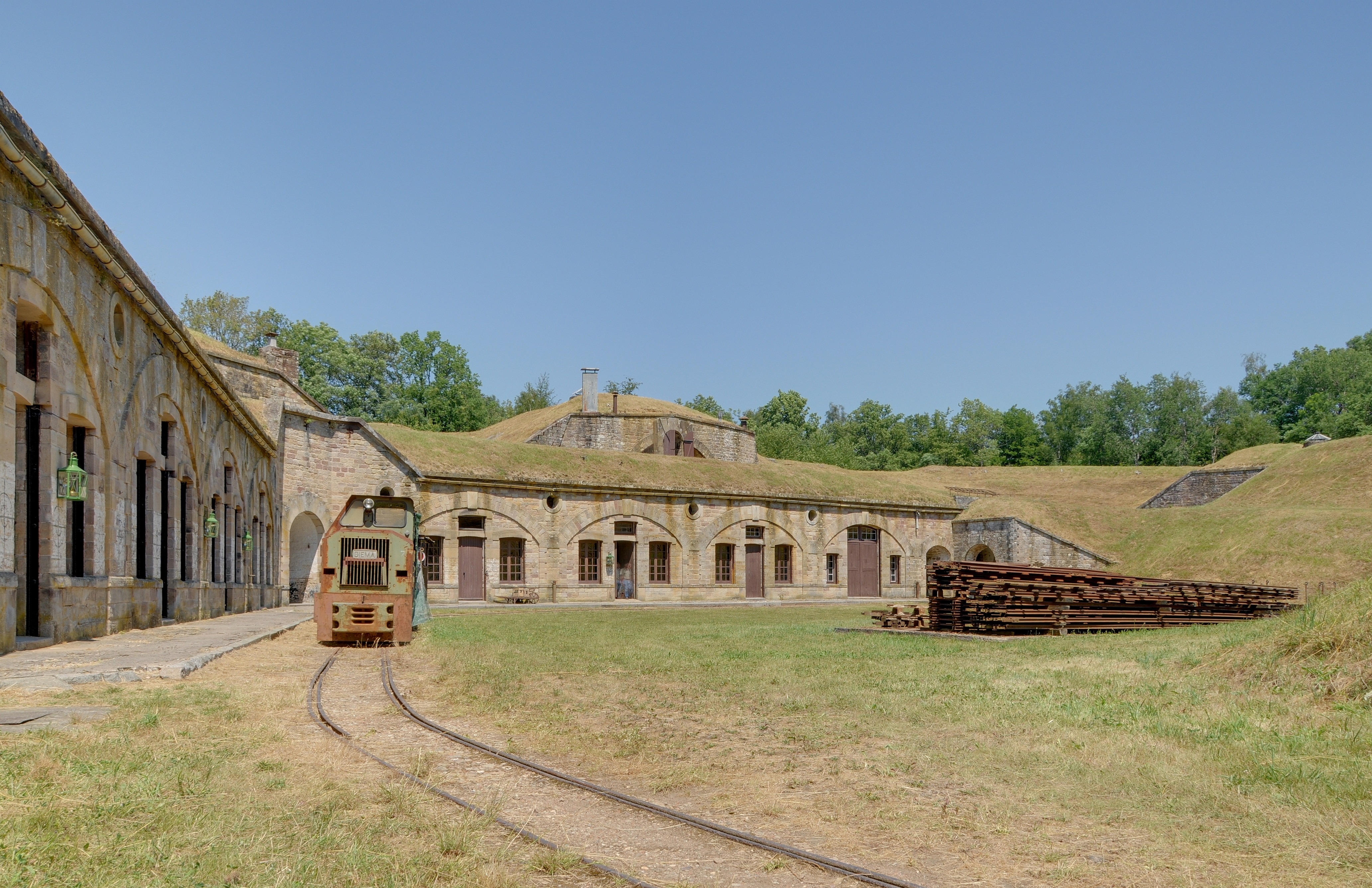
Fort de Bois l’Abbé

### Bevölkerungsentwicklung
| Jahr      | 1962 | 1968 | 1975 | 1982 | 1990 | 1999 | 2007 | 2017 |
| Einwohner | 891  | 1074 | 1352 | 1550 | 1745 | 1905 | 2017 | 2294 |